# ベニスカシジャノメ
ベニスカシジャノメ（学名：Cithaerias pireta）は、ジャノメチョウ亜科スカシジャノメ族に属するチョウの一種。

## 分布
中南米の熱帯雨林に分布する。
後述するように本種の分類には議論があるため、具体的な分布域を示すのはむずかしい。Cithaerias pireta sensu PENZ, ALEXANDER & DEVRIES 2014 は中央アメリカおよび、コロンビアとエクアドルのアンデス山脈以西地域（Pacific Slope）に分布し、同属他種とは分布域が重ならないとされる。

## 形態

### 成虫
成虫の翅は大部分が透明で、後翅の後半は、部分的に光沢のある薔薇色の鱗粉によって着色する。コスタリカにおける研究 (Alexander 2014) ではオスの前翅長の平均値（± 標準誤差）が 27.69 ± 0.07mm であったのに対し、メスの前翅長は 29.16 ± 0.09mm であった。
C. pireta sensu PENZ, ALEXANDER & DEVRIES 2014 は次の五つの外部形態の組み合わせによって定義される。1) オスの後翅の亜外縁部帯および外縁部帯はどちらも弧状になる。両者はしばしば融合して後翅後端を褐色で縁取る。2) オスの後翅眼状紋を囲む外横帯は通常、Rs室からM2室の間で完全。3) オスの後翅外横帯はM3室からCu2室を横切り、弧状に近い。4) オスの後翅の薔薇色の鱗粉は前方に広がり、しばしば後翅中室端に達する。5) メスはオスに似るが、オスよりも鱗粉が薄く、後翅の褐色帯が太い。また、交尾器形態によっても定義されている。

### 幼生期
以下の記述は、コスタリカの低地熱帯雨林で採集した名義タイプ亜種の卵を飼育し、本種の幼生期を報告した MURILLO-HILLER (2009) に拠る。

#### 卵
卵は直径 0.8mm の球形で、クリーム色がかった白色を呈する。

#### 幼虫
初齢幼虫は体長 0.75 - 2mm。頭部および単眼は黒色。頭部の背側部にはちいさな角状の突起がある。体は淡緑色で、刺毛によって覆われずなめらかである。尾端は二叉する。2齢から4齢の間は体色は変化しないが、頭部の角状突起が伸びる。終齢は5齢で、体色は暗褐色になり、頭部は白色と黒色が入り混じる。

#### 蛹
蛹は全長 17mm で暗褐色。胸部と第3腹節背面には突起がある。

## 生態
生態についてわかっていることは少ないが、一方で、本種は2021年現在、ベニスカシジャノメ属 Cithaerias のなかで唯一、幼虫期が既知の種でもある。
前述のコスタリカでの観察 (MURILLO-HILLER 2009) では、成虫は地上から 15cmの高さにある食草の葉の裏に卵をひとつだけ産卵し、卵は平均室温23 - 24℃の飼育環境下において産卵から新成虫の羽化までに65日を要し、幼虫はサトイモ科フィロデンドロン属の Philodendron herbaceum を食草としたと報告されている。また、コスタリカの別の地点では、おなじくフィロデンドロン属の P. rhodoaxis および P. sulcatum が食草として記録されている。フィロデンドロン属は青酸配糖体を生成し、植食者にとって有毒である可能性があることが知られるが、本種が食草由来の二次代謝産物を化学防御に利用しているのかどうかなどはまったく分かっていない。
成虫は熱帯雨林の下層で見られ、林床に近い場所をなめらかに滑空する。後翅の着色部位は飛翔中にはよく目立つが、地面や植物上に止まっているときはあまり目立たないという。成虫は腐った果実などから吸汁するため、果物を用いたトラップで採集することができる。

## 下位分類
本種を含めたベニスカシジャノメ属 Cithaerias の下位分類は混乱しており、研究者によって種数の見解が異なっている。本項では、Lamas (2004) および PENZ, ALEXANDER & DEVRIES (2014) の、本種および本種と関連する種（後翅に薔薇色の部位をもつ種）の種と亜種のリストを紹介する。
Lamas (2004)

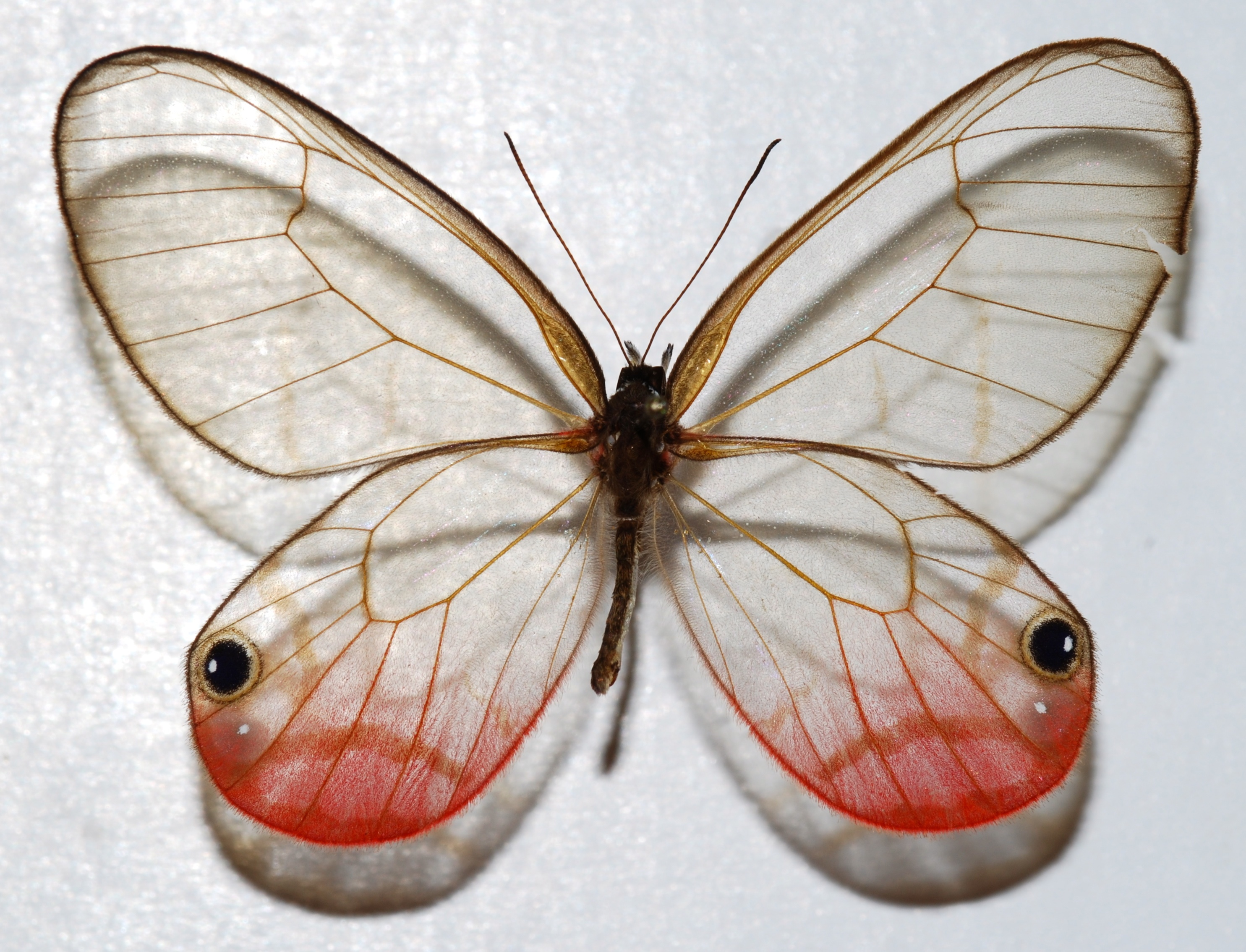
C. menander (= C pireta), コスタリカ

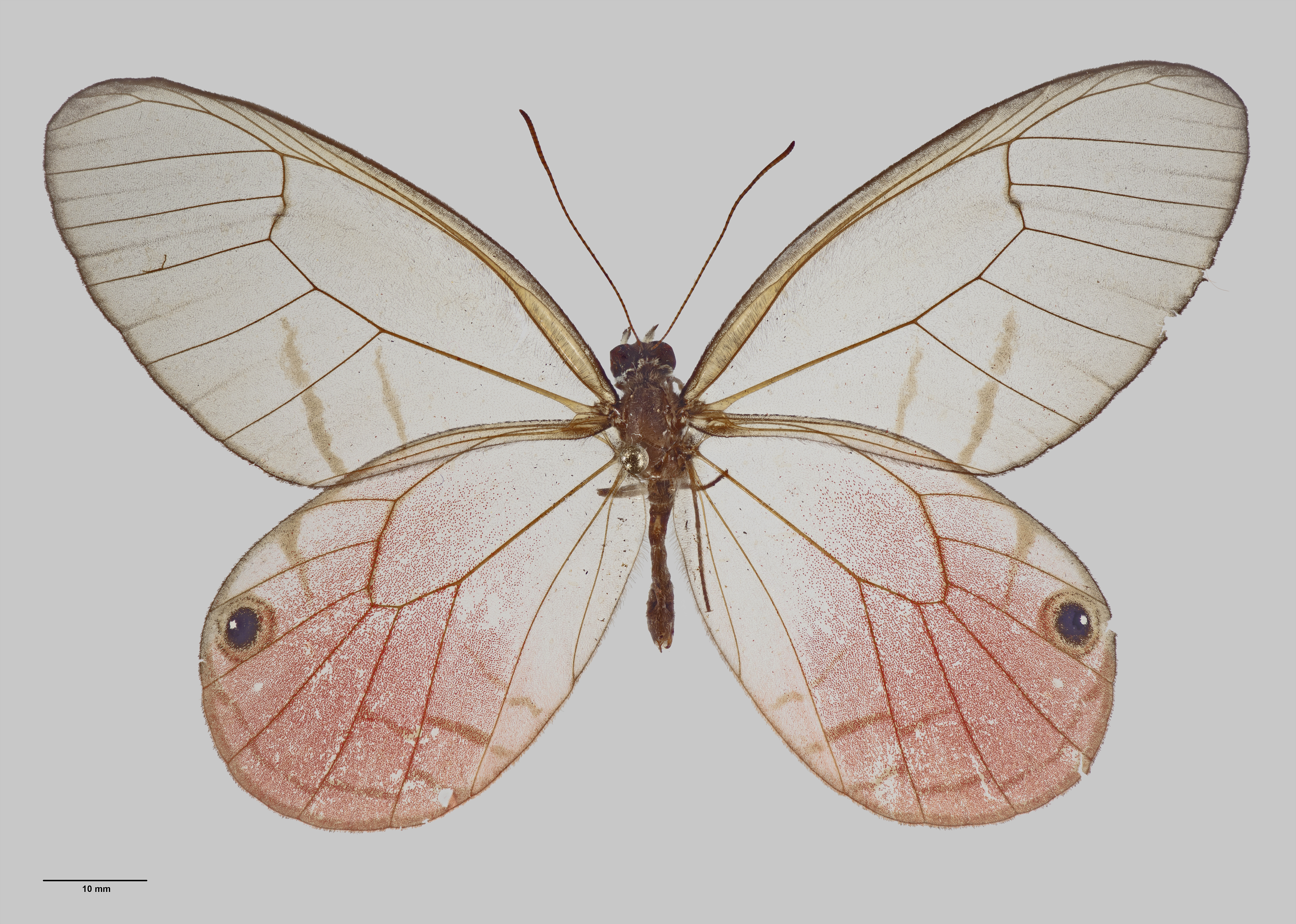
C. pireta aurorina, ペルー

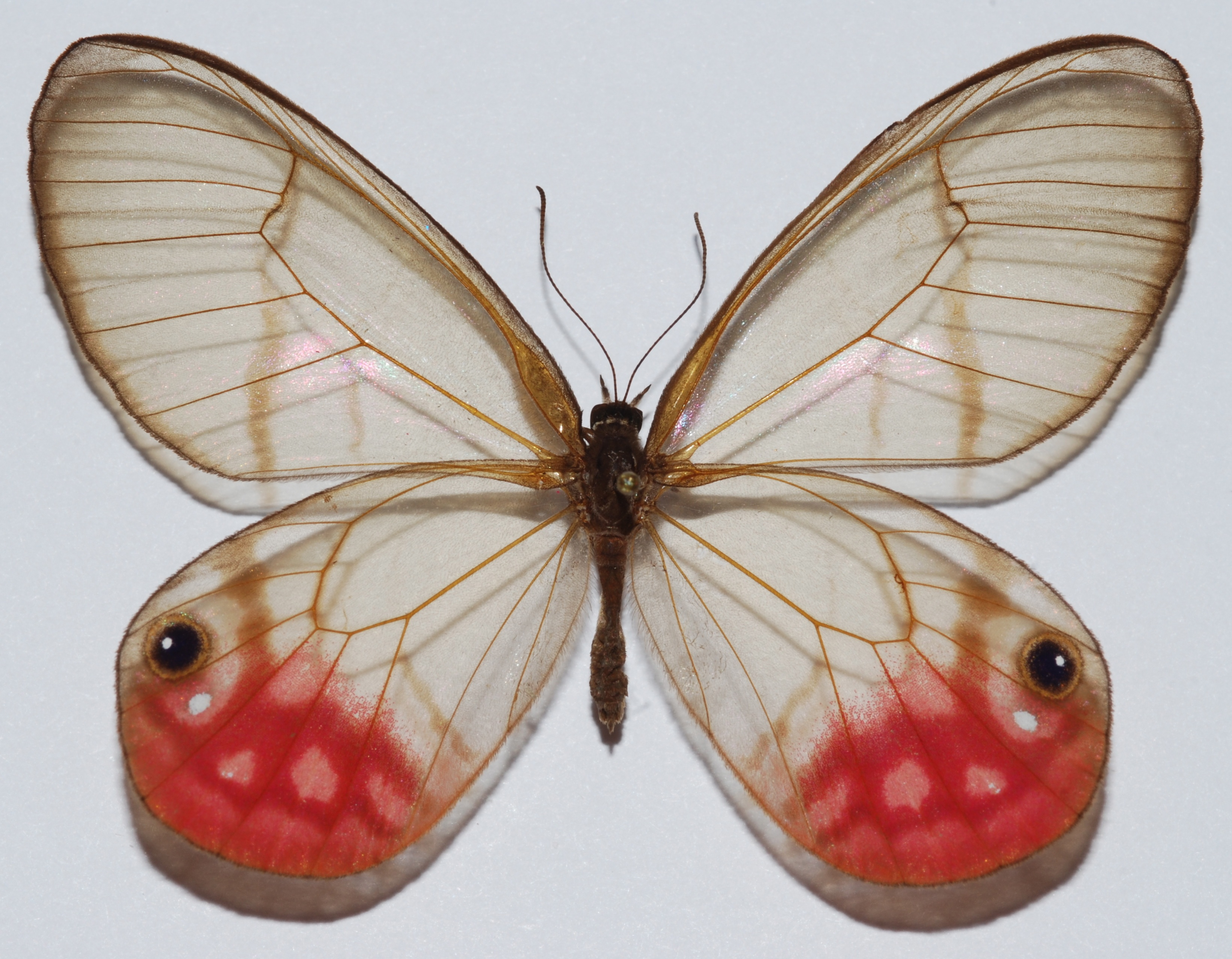
C. phantoma, ペルー

- 種 Cithaerias pireta (Stoll, 1780)

- 亜種 Cithaerias pireta pireta (Stoll, 1780)
- 亜種 Cithaerias pireta aura (Langer, 1943)
- 亜種 Cithaerias pireta aurora (C. Felder & R. Felder, 1862)
- 亜種 Cithaerias pireta aurorina (Weymer, 1910)
- 亜種 Cithaerias pireta magdalenensis Constantino, 1995
- 亜種 Cithaerias pireta tambopata Lamas, 1998

- 種 Cithaerias phantoma (Fassl, 1922)
- 種 Cithaerias pyritosa (Zikán, 1942)

PENZ, ALEXANDER & DEVRIES (2014)
- 種 Cithaerias pireta (Stoll, 1780)（シノニム：P. menander）

- 亜種 Cithaerias pireta pireta (Stoll, 1780)
- 亜種 Cithaerias pireta magdalenensis Constantino, 1995

- 種 Cithaerias cliftoni Constantino, 1995
- 種 Cithaerias aurora (C. Felder & R. Felder, 1862) （シノニム：C. phantoma; C. pireta aura）

- 亜種 Cithaerias aurora aurora (C. Felder & R. Felder, 1862)
- 亜種 Cithaerias aurora tambopata Lamas, 1998

- 種 Cithaerias aurorina (Weymer, 1910)
- 種 Cithaerias pyritosa (Zikán, 1942)